# حاجی‌قبول
حاجی‌قبول (به لاتین: Hacıqabul) شهری در شهرستان حاجی‌قبول کشور جمهوری آذربایجان است. جمعیت این شهر بر اساس سرشماری سال ۱۹۸۹ میلادی، ۲۱٫۵۰۴ نفر و بر اساس سرشماری سال ۲۰۰۸ میلادی، ۲۴٫۰۰۰ بوده‌است.

## جغرافیا
حاجی‌قبول در دشت شروان و در نزدیکی دریاچه‌ای به همین نام جای دارد.
این شهر ۱۱۵ کیلومتر تا باکو، پایتخت جمهوری آذربایجان فاصله دارد.
خاک این ناحیه شور است و زمین‌های آن چندان کاربردی برای کشاورزی ندارند. پیرامون شهر پوشش گیاهی ضعیفی وجود دارد، گرچه در نواحی نزدیک به رود کورا زمین‌های حاصلخیز و بیشه‌های طبیعی به فراوانی یافت می‌شود و جانوران فراوانی همچون گرگ، روباه، شغال، گورکن، گربه وحشی، خارپشت، خرگوش و مارهای سمی همچون افعی در آن زندگی می‌کنند.
این شهر در تابستان آب و هوای بسیار گرم و در زمستان آب و هوای بسیار سردی دارد.

## تاریخ
این شهر در سال ۱۹۳۴ میلادی تبدیل به شهرک و در ۱۹۳۸ میلادی تبدیل به شهر شد. نام این شهر در سال ۱۹۳۹ به افتخار قاضی محمد آغاسی‌اف از رهبران انقلاب بلشویکی آذربایجان شوروی به قاضی محمد (Qaziməmməd یا Qazıməmməd) تغییر یافت و در سال ۲۰۰۰ به نام پیشین خود حاجی‌قبول بازگشت.

## اقتصاد
مردم این شهر عمدتاً در بخش های تولیدی، ترابری و خدمات شاغل هستند.

## ترابری
این شهر دارای چند راه و محور مواصلاتی به شهرهای باکو، شیروان، کردامیر و ساعتلی است.
حاجی‌قبول در کنار یکی از خطوط اصلی راه‌آهن جمهوری آذربایجان قرار دارد که از شرق به غرب امتداد دارد و پایتخت جمهوری آذربایجان، باکو را به دیگر نقاط کشور پیوند می‌دهد. خط راه‌آهن باکو - تفلیس - قارص از کنار این شهر می‌گذرد. راه‌آهن ترابری مردم و کالاهایی مانند نفت و شن را فراهم کرده است.

## اهالی سرشناس
- بوریس لیتوینچوک، قهرمان ملی اتحاد جماهیر شوروی[۶]